# Phùng Sĩ Tấn
Phùng Sĩ Tấn (sinh năm 1966) là một tướng lĩnh trong Quân đội nhân dân Việt Nam, quân hàm Thượng tướng. Ông hiện là Bí thư Đảng ủy Bộ tổng tham mưu Quân đội nhân dân Việt Nam, Phó tổng tham mưu trưởng Quân đội nhân dân Việt Nam.

## Thân thế và sự nghiệp
Phùng Sĩ Tấn sinh ngày 25 tháng 8 năm 1966 tại phường Hùng Vương, thị xã Phú Thọ, tỉnh Phú Thọ.
Từ tháng 6 năm 2012 đến tháng 9 năm 2013, ông là Sư đoàn trưởng Sư đoàn 316. 
Giai đoạn 2013 - 2015, ông là Chỉ huy trưởng Bộ chỉ huy quân sự tỉnh Vĩnh Phúc. 
Tháng 6 năm 2015, ông là Phó tư lệnh kiêm Tham mưu trưởng Quân khu 2. 
Từ tháng 8 năm 2016, ông phụ trách Tư lệnh Quân khu 2 và trở thành Tư lệnh Quân khu 2 vào cuối năm 2016. 
Tháng 9 năm 2019, ông được bổ nhiệm là Phó tổng tham mưu trưởng Quân đội nhân dân Việt Nam.

## Lịch sử thụ phong quân hàm
| Năm thụ phong | 2015        | 2019         | 2022 |
| ------------- | ----------- | ------------ | ---- |
| Cấp bậc       |             |              |      |
| Thiếu tướng   | Trung tướng | Thượng tướng |      |